# Héder

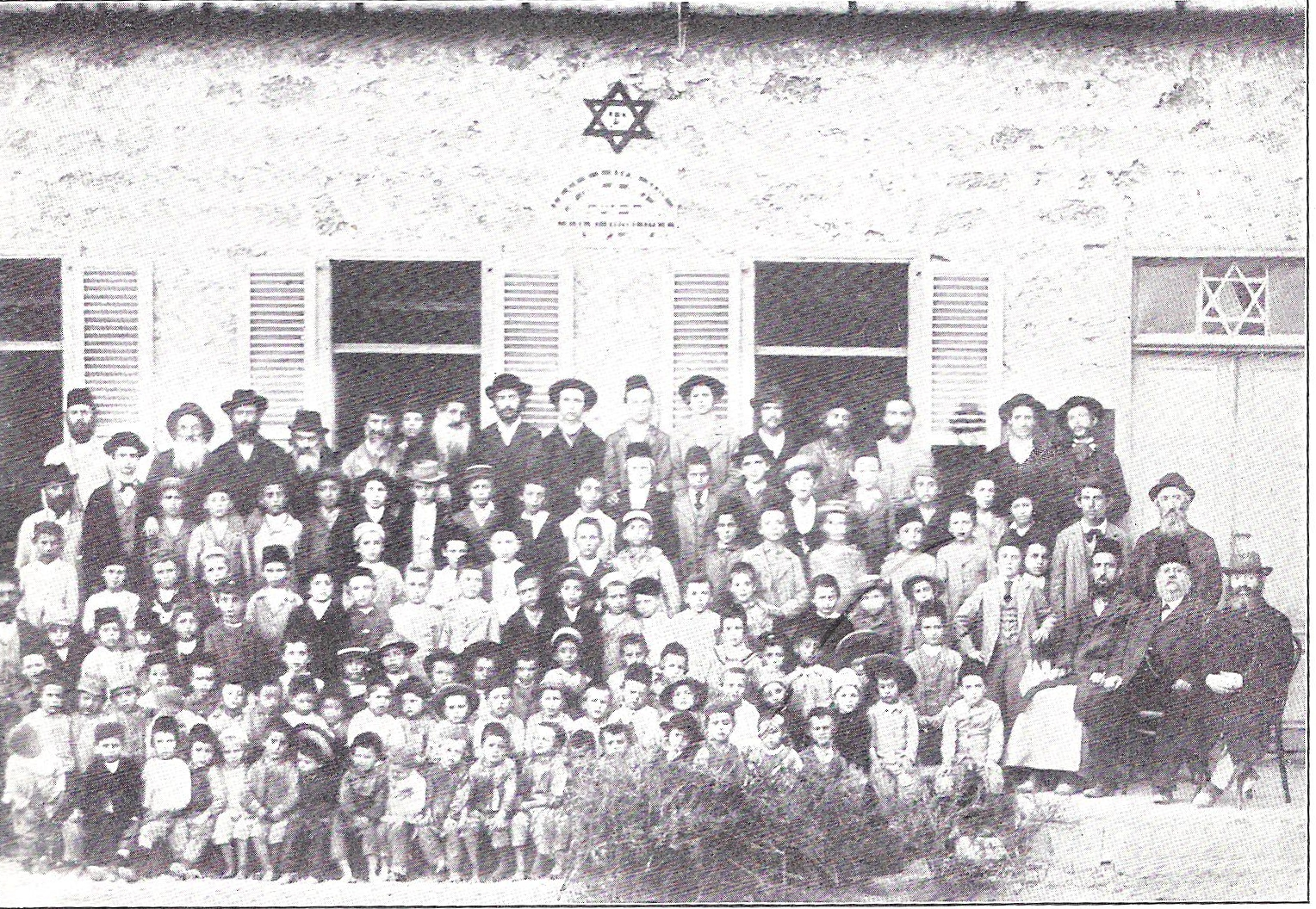
Héder a Jaffa, 1890.

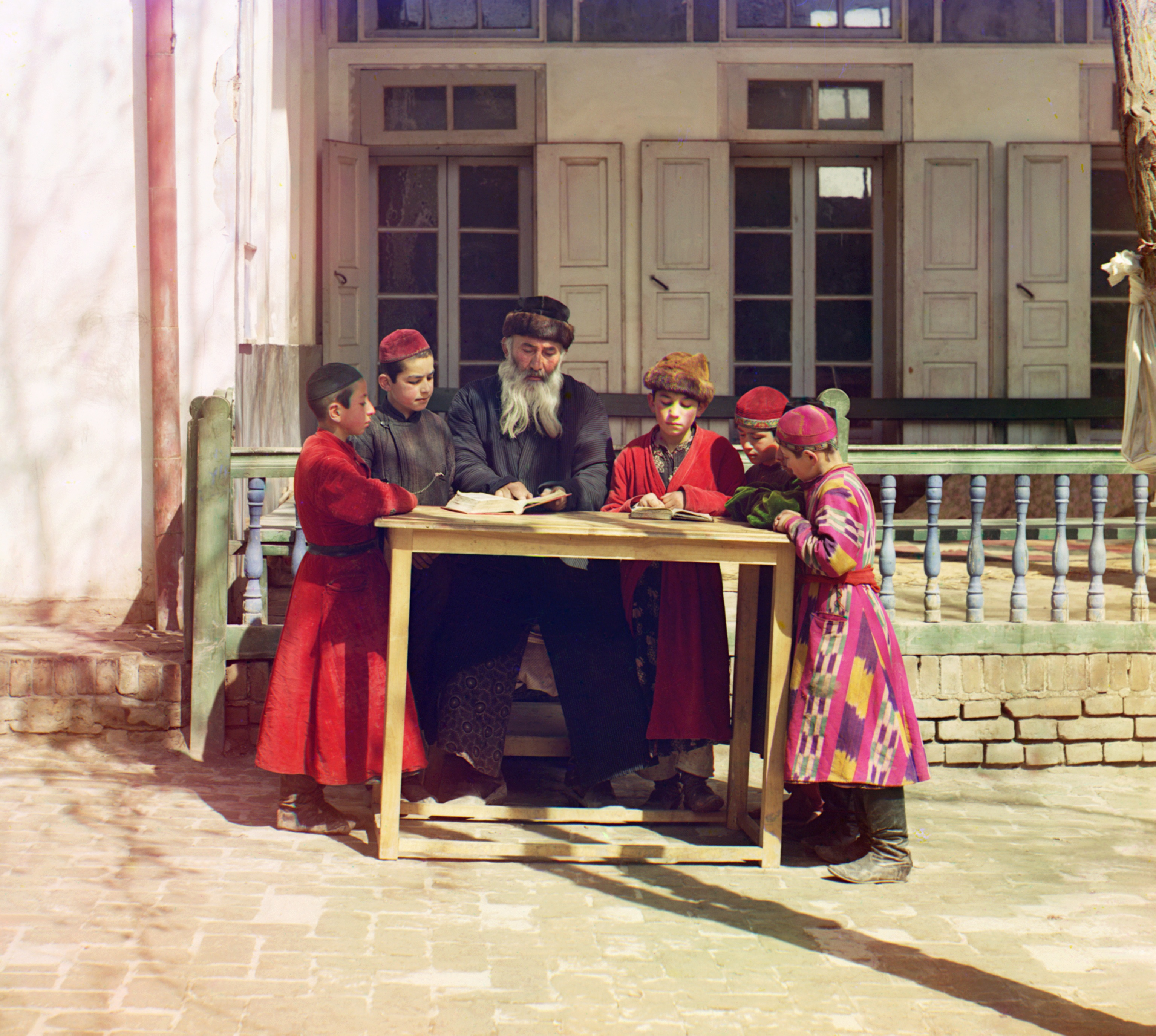
Héder a Samarcanda, a finals del.

Un héder (en hebreu: חדר) (en català: habitació) és una escola tradicional que ensenya les bases del judaisme i de l'hebreu.

## Història

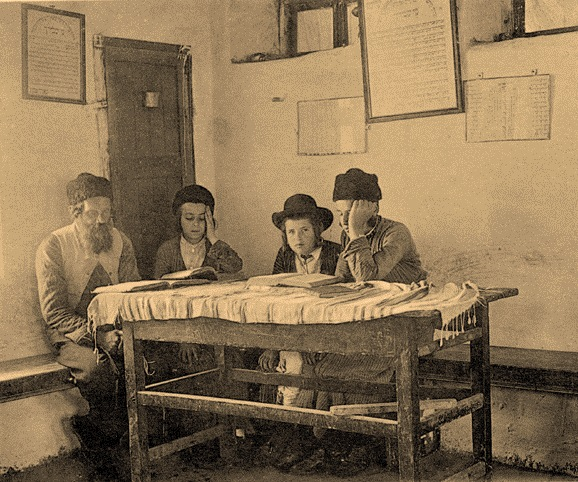
Un héder en el Mont Meron, el 1912.

Els héders estaven àmpliament estesos a Europa abans del segle xviii. Les lliçons tenien lloc a casa del professor, que era contractat per la comunitat jueva o per un grup de pares. Normalment, només els nois anaven a classes, mentre les noies eren educades per les mares a casa seva. Nois de diferents edats podien rebre la classe en un únic grup.
Els nois entraven a l'escola als 5 anys aproximadament. Després d'aprendre l'alfabet hebreu i com llegir en hebreu (l'idioma usual de la comunitat jueva nordeuropea des de l'edat mitjana era el jiddisch), començaven a estudiar la Torà, on començaven primer amb el Levític i el Talmud (Mixnà, Guemarà i altres comentaris addicionals. Llegien en veu alta juntament i se l'aprenien de memòria com a mètode d'estudi. Als 13 o 14 anys, el final de l'educació d'un noi jueu se celebrava amb el Bar mitsvà. Els que volien continuar per fer-se rabins o escribes havien de continuar els seus estudis en una ieixivà (escola talmúdica). Les ieixivot famoses a Europa es trobaven a Worms (Alemanya), Fürth i Praga, i eren considerades com les millors. Després que molts jueus haguessin marxat cap a Europa de l'Est per escapar dels pogroms de l'edat mitjana relacionats amb les croades de l'època, el nucli intel·lectual del judaisme europeu va marxar amb ells i hi va restar en l'Europa de l'Est durant segles.
Cap a finals del segle xviii, el sistema dels héders es va tornar un centre de crítiques per part dels membres de l'ortodòxia jueva, així com dels membres del corrent liberal de la haskalà.
Les crítiques ortodoxes es queixaven de què els professors no estiguessin prou qualificats. En aquella època, aquests professors estaven tan mal pagats que aquells que vivien en pobles petits sovint es guanyaven la vida com a carnissers, cantants o excavadors, ja que treballar de professor era sovint només una feina vocacional. Sovint, els professors avançaven els seus alumnes de nivell més ràpid del convenient, ja que els alumnes de nivells posteriors havien de pagar més diners per les lliçons.

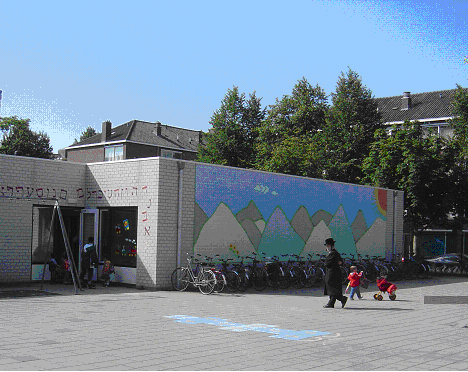
Un héder a Amsterdam.

Les crítiques de la Haskalà, compromeses als ideals de la Il·lustració, criticaven el sistema en si, proclamant que creava una marginació lingüística i espacial i, per tant, prevenien els jueus de la seva integració i emancipació. Proposaven lliçons addicionals en els idiomes del país i una educació més vocacional i secular.
Aquestes idees van ser posades en pràctica des de finals del segle xviii pels jueus alemanys, que van fundar les escoles reformades o Freischulen ("escoles lliures"). Això i la introducció d'una educació obligatòria van portar a la dissolució del sistema héder, almenys en els països germanòfons, encara que va continuar existint a Europa de l'Est fins a l'Holocaust del nazisme.

## Actualment
En els països occidentals, els joves atenen les lliçons dels héders fora de l'escola normal mentre que els jueus ortodoxos van només al héder. A Israel, funcionen com escoles a temps complet.